# Marc (distillato)
Il Marc è un'acquavite di vinaccia francese. Incolore, ha una gradazione alcolica minima del 42%.

## Particolarità
Ogni regione francese ha il "suo" Marc che si può considerare l'equivalente della grappa italiana, infatti anch'esso è ricavato dalle vinacce, chiamate marc de raisin. È usuale dopo la dicitura Marc aggiungere la zona di provenienza, per cui si può trovare il Marc d'Aquitaine, Marc de Bourgogne e così via. Il distillato viene anche indicato con vezzeggiativi quali "anima ardente", "fuoco liquido", oppure "vieux Marc", "fine Marc", "eau de vie" ecc. In accordo con la regione di origine, viene venduto nelle stesse bottiglie da vino: il Marc del distretto della borgogna in bottiglie borgognone, quello dello champagne in bottiglie da champagne ecc.
Il distillato si presta molto all'invecchiamento e raramente viene aromatizzato con erbe o radici, come accade in Alsazia per il Krütter.
La « c » finale è sempre muta, al singolare come al plurale: un marc/des marcs si pronuncia /maʁ/.

## Degustazione
Il Marc può essere degustato sia come aperitivo o come dopo pasto centellinandolo o, secondo alcune tradizioni francesi, bevendolo tutto d'un fiato con la testa piegata all'indietro sino al massimo.